# الماوره (بلاد الروس)

تعديل مصدري - تعديل

الماوره هي إحدى قرى مديرية بلاد الروس التابعة لمحافظة صنعاء اليمنية، بلغ تعداد سكانها 1358 نسمة حسب أحصائيات عام 2004.